# ロベルト・エルナンデス (陸上選手)
ロベルト・エルナンデス（Roberto Hernandez Prendes、1967年3月6日 ‐ 2021年7月5日）は、キューバ・リモナー出身で短距離走を専門にしていた元陸上競技選手。1992年バルセロナオリンピック男子4×400mリレーの銀メダリスト、300mの元世界記録保持者である。
1980年代から1990年代にかけて活躍したキューバを代表するロングスプリンター。オリンピックと世界選手権の400mではメダルこそ獲得できなかったが、1992年バルセロナオリンピックで5位、1987年ローマ世界選手権と1991年東京世界選手権で4位になった実績を持つ。4×400mリレーではキューバチームのアンカーを務め、1992年バルセロナオリンピックで銀メダル、1987年ローマ世界選手権では銅メダル獲得に貢献した。400mの自己ベスト44秒14は現在もキューバ記録であり、2012年にキラニ・ジェームスに更新されるまで中央アメリカ・カリブ記録だった。300mでは2度の世界記録を樹立した。

## 経歴
1987年3月、インディアナポリス世界室内選手権の男子400m決勝で室内キューバ新記録の46秒09をマーク。優勝したアントニオ・マッケイには0秒11及ばず2位に終わったが、弱冠20歳でシニア世界大会のメダリストとなった。
1987年9月、ローマ世界選手権の男子400mでは44秒99の4位に終わり、3位には0秒19及ばずメダルを逃した。しかし、アンカーを務めた4×400mリレー決勝では、全アンカーの中で唯一の43秒台スプリットとなる43秒88をマークし、2分59秒16のキューバ新記録（当時）で銅メダル獲得に貢献した。
1990年5月30日、セビリアで行われた競技大会の男子400mで44秒14のキューバ新記録を樹立した。この記録はキラニ・ジェームスが2012年ロンドンオリンピックで43秒94をマークするまでの間、中央アメリカ・カリブ最高記録となっていた。
1990年6月20日、P-T-Sミーティングの男子300mで31秒69の世界記録を樹立。カーク・バプティストが1984年にマークした31秒70を更新すると、同年9月3日には自身の持つ世界記録を31秒48に塗り替えた。なお、このレースではダニー・エベレットも31秒48をマークしたため、2人の世界記録保持者が誕生した。この記録は2000年にマイケル・ジョンソンによって更新された（30秒85）。
1991年8月、東京世界選手権の男子400mでは前回大会に続いてファイナリストになるも4位に終わり（44秒86で3位と0秒23差）、またもメダルを獲得することはできなかった。
1992年8月、バルセロナオリンピックの男子400mでは決勝に進出し、この種目ではアルベルト・ファントレナ以来となるキューバ勢ファイナリストになったが、アルベルト・ファントレナに次ぐメダル獲得が期待された決勝は44秒52の5位に終わった。しかし、アンカーを務めた男子4×400mリレーでは2分59秒51で銀メダル獲得に貢献し、この種目では女子も含め初のメダルをキューバにもたらした。

## 自己ベスト
記録欄の（　）内の数字は風速（m/s）で、+は追い風を意味する。
| 種目 | 記録          | 年月日        | 場所               | 備考                                    |
| 屋外 | 屋外          | 屋外          | 屋外               | 屋外                                    |
| ---- | ------------- | ------------- | ------------------ | --------------------------------------- |
| 200m | 20秒34 (-0.2) | 1990年5月12日 | ハバナ             |                                         |
| 300m | 31秒48        | 1990年9月3日  | ヘレス             | 元世界記録 キューバ記録                 |
| 400m | 44秒14        | 1990年5月30日 | セビリア           | 元中央アメリカ・カリブ記録 キューバ記録 |
| 室内 |               |               |                    |                                         |
| 400m | 46秒09        | 1987年3月7日  | インディアナポリス | 室内キューバ記録                        |

## 主要大会成績
備考欄の記録は当時のもの
| 年   | 大会                                     | 場所               | 種目    | 結果        | 記録            | 備考                 |
| ---- | ---------------------------------------- | ------------------ | ------- | ----------- | --------------- | -------------------- |
| 1985 | 中央アメリカ・カリブ選手権 (en)          | ナッソー           | 400m    | 優勝        | 45秒34          |                      |
| 1985 | ユニバーシアード (en)                    | 神戸               | 400m    | 2位         | 45秒41          |                      |
| 1985 | ユニバーシアード (en)                    | 神戸               | 4x400mR | 優勝        | 3分02秒20 (2走) |                      |
| 1985 | ワールドカップ (en)                      | キャンベラ         | 4x400mR | 6位         | 3分03秒52 (4走) | アメリカ大陸代表     |
| 1986 | 中央アメリカ・カリブ ジュニア選手権 (en) | メキシコシティ     | 200m    | 優勝        | 20秒70          |                      |
| 1986 | 中央アメリカ・カリブ ジュニア選手権 (en) | メキシコシティ     | 400m    | 優勝        | 45秒19          |                      |
| 1986 | パンアメリカン ジュニア選手権 (en)       | ウィンターパーク   | 200m    | 優勝        | 20秒83          |                      |
| 1986 | パンアメリカン ジュニア選手権 (en)       | ウィンターパーク   | 400m    | 優勝        | 45秒64          |                      |
| 1986 | パンアメリカン ジュニア選手権 (en)       | ウィンターパーク   | 4x400mR | 優勝        | 3分04秒30 (4走) |                      |
| 1986 | 世界ジュニア選手権                       | アテネ             | 200m    | 2次予選棄権 | DNS             | 1次予選21秒20 (+0.3) |
| 1986 | 世界ジュニア選手権                       | アテネ             | 400m    | 2位         | 45秒64          |                      |
| 1986 | 世界ジュニア選手権                       | アテネ             | 4x400mR | 2位         | 3分04秒22 (4走) |                      |
| 1986 | イベロアメリカ選手権 (en)                | ハバナ             | 400m    | 2位         | 46秒03          |                      |
| 1986 | イベロアメリカ選手権 (en)                | ハバナ             | 4x400mR | 2位         | 3分09秒09 (4走) |                      |
| 1987 | 世界室内選手権                           | インディアナポリス | 400m    | 2位         | 46秒09          |                      |
| 1987 | パンアメリカン競技大会 (en)              | インディアナポリス | 400m    | 3位         | 45秒13          |                      |
| 1987 | パンアメリカン競技大会 (en)              | インディアナポリス | 4x400mR | 2位         | 2分59秒72 (3走) |                      |
| 1987 | 世界選手権                               | ローマ             | 400m    | 4位         | 44秒99          |                      |
| 1987 | 世界選手権                               | ローマ             | 4x400mR | 3位         | 2分59秒16 (4走) |                      |
| 1988 | イベロアメリカ選手権 (en)                | メキシコシティ     | 200m    | 3位         | 20秒24 (-0.3)   |                      |
| 1988 | イベロアメリカ選手権 (en)                | メキシコシティ     | 400m    | 優勝        | 44秒44          | 大会記録             |
| 1988 | イベロアメリカ選手権 (en)                | メキシコシティ     | 4x400mR | 優勝        | 2分59秒71 (4走) |                      |
| 1989 | 中央アメリカ・カリブ選手権 (en)          | サンフアン         | 400m    | 優勝        | 44秒84          | 大会記録             |
| 1989 | ユニバーシアード (en)                    | デュースブルク     | 400m    | 優勝        | 45秒42          |                      |
| 1989 | ワールドカップ (en)                      | バルセロナ         | 400m    | 優勝        | 44秒58          | アメリカ大陸代表     |
| 1989 | ワールドカップ (en)                      | バルセロナ         | 4x400mR | 優勝        | 3分00秒65 (4走) | アメリカ大陸代表     |
| 1990 | グッドウィルゲームズ (en)                | シアトル           | 400m    | 優勝        | 44秒79          | 大会記録             |
| 1990 | グッドウィルゲームズ (en)                | シアトル           | 4x400mR | 3位         | 3分03秒35 (4走) |                      |
| 1990 | 中央アメリカ・カリブ海 競技大会 (en)     | メキシコシティ     | 200m    | 優勝        | 20秒72          |                      |
| 1990 | 中央アメリカ・カリブ海 競技大会 (en)     | メキシコシティ     | 400m    | 優勝        | 44秒84          |                      |
| 1990 | 中央アメリカ・カリブ海 競技大会 (en)     | メキシコシティ     | 4x400mR | 3位         | 3分06秒17       |                      |
| 1991 | パンアメリカン競技大会 (en)              | ハバナ             | 400m    | 優勝        | 44秒52          |                      |
| 1991 | 世界選手権                               | 東京               | 400m    | 4位         | 44秒86          |                      |
| 1992 | イベロアメリカ選手権 (en)                | セビリア           | 400m    | 決勝棄権    | DNS             | 予選46秒37           |
| 1992 | イベロアメリカ選手権 (en)                | セビリア           | 4x400mR | 優勝        | 3分01秒58 (4走) |                      |
| 1992 | オリンピック                             | バルセロナ         | 400m    | 5位         | 44秒52          |                      |
| 1992 | オリンピック                             | バルセロナ         | 4x400mR | 2位         | 2分59秒51 (4走) |                      |
| 1993 | 世界選手権                               | シュトゥットガルト | 400m    | 2次予選棄権 | DNS             | 1次予選46秒01        |
| 1993 | 世界選手権                               | シュトゥットガルト | 4x400mR | 6位         | 3分00秒46 (4走) |                      |
| 1994 | イベロアメリカ選手権 (en)                | マル・デル・プラタ | 4x400mR | 決勝失格    | DQ (4走)        |                      |
| 1996 | イベロアメリカ選手権 (en)                | メデジン           | 400m    | 5位         | 46秒95          |                      |
| 1996 | オリンピック                             | アトランタ         | 4x100mR | 予選2組4着  | 3分05秒75 (4走) |                      |